# Drymeia latifrons
Drymeia latifrons är en tvåvingeart som först beskrevs av Malloch 1918.  Drymeia latifrons ingår i släktet Drymeia och familjen husflugor.
Artens utbredningsområde är Colorado. Inga underarter finns listade i Catalogue of Life.